# 賀来神社
賀来神社（かくじんじゃ）は大分県大分市賀来にある神社。旧県社。ここでは、神奈川県藤沢市に分祀された「鵠沼賀来神社」（くげぬまかくじんじゃ、旧郷社）についても言及する。

## 賀来神社  (大分市)

### 概要
承和3年（836年、出典により852年とも）、豊後国一宮の柞原八幡宮の摂社「善王宮」として創建。これを賀来荘の大分川沿いに遷座し、貞観11年（869年）「賀来神社」と称したのが起源とされる。9月1日 - 7日に例祭が開かれ、大分県内で一番早い秋祭りとして「賀来の市」と称される。殊に、卯の年・酉の年の例祭は、柞原八幡宮からの主神が大名行列をなして賀来神社に参られる行列神事「賀来の大名行列」が行われる。なお、大名行列の年の例祭は11日間となる。

### 祭神

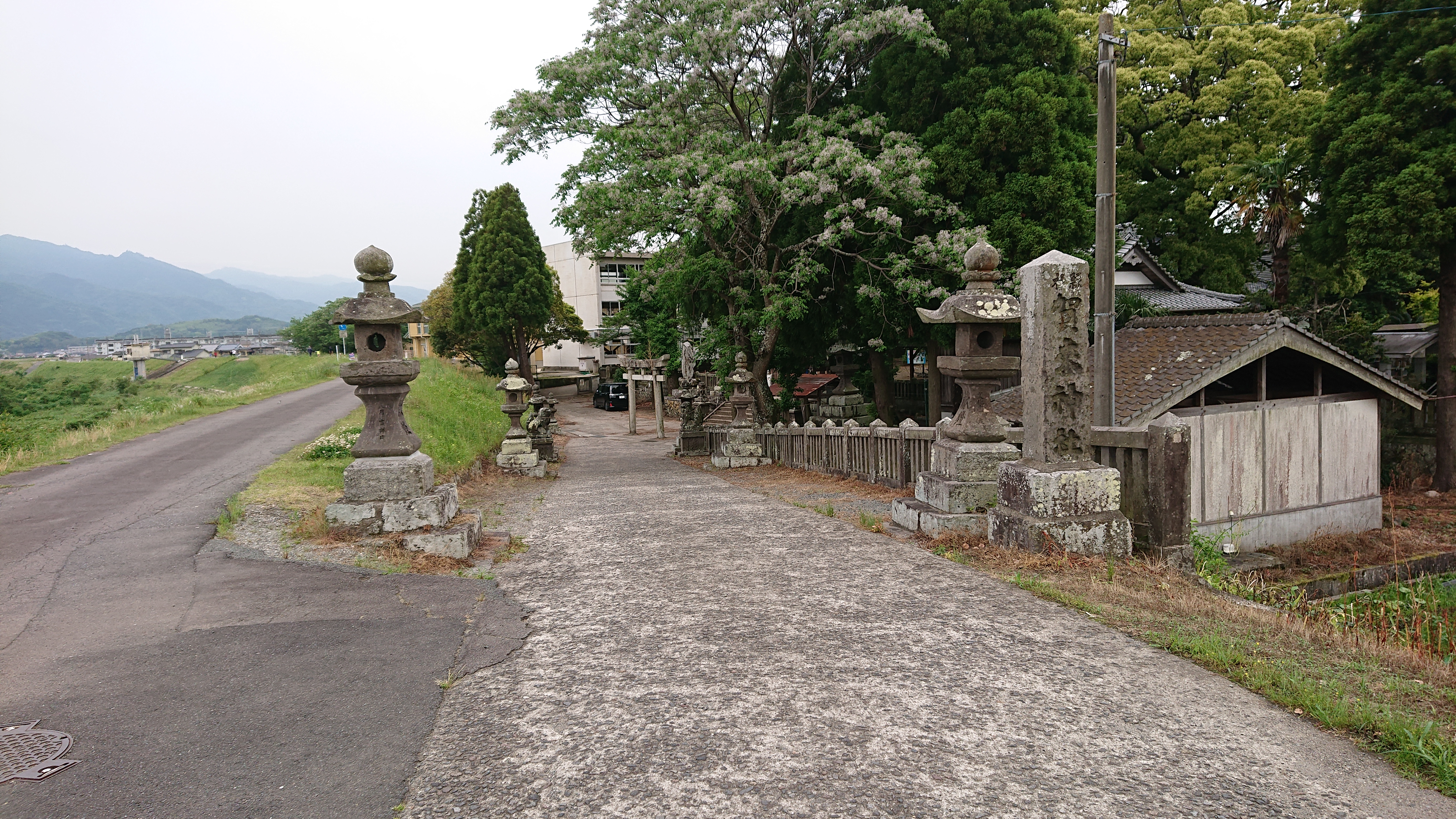
賀来神社の入口。左は大分川、奥は大分市立賀来小中学校

- 武内宿禰命（例祭時のみ。平時は柞原八幡宮に鎮座。）
- 建磐龍命

### 賀来の市
「賀来の市」は毎年9月1日 - 7日（大名行列の年は11日まで）に行われる例祭である。
大名行列の起源は武内宿彌命が柞原八幡宮の八幡神の側近にあたることから、平時は、柞原八幡宮の警護にあたり、この期間のみ、柞原八幡宮から自社へ還幸する行列へと変化したものといわれている。平安時代に始まったとされ、明治時代に府内藩主大給松平家から大名道具を賀来神社に寄進した記録がある。

### アクセス
- 大分県道207号 大分挾間線 旧道沿い
- 鉄道：久大本線 賀来駅より徒歩
- バス：大分バス 「賀来神社前」最寄り。ただし、平日朝、大分市市街向きのみの運行。
- バス：大分バス 「桑原上」より徒歩。
- 高速道路：東九州自動車道 大分ICより市道経由。

## 鵠沼賀来神社

### 概要

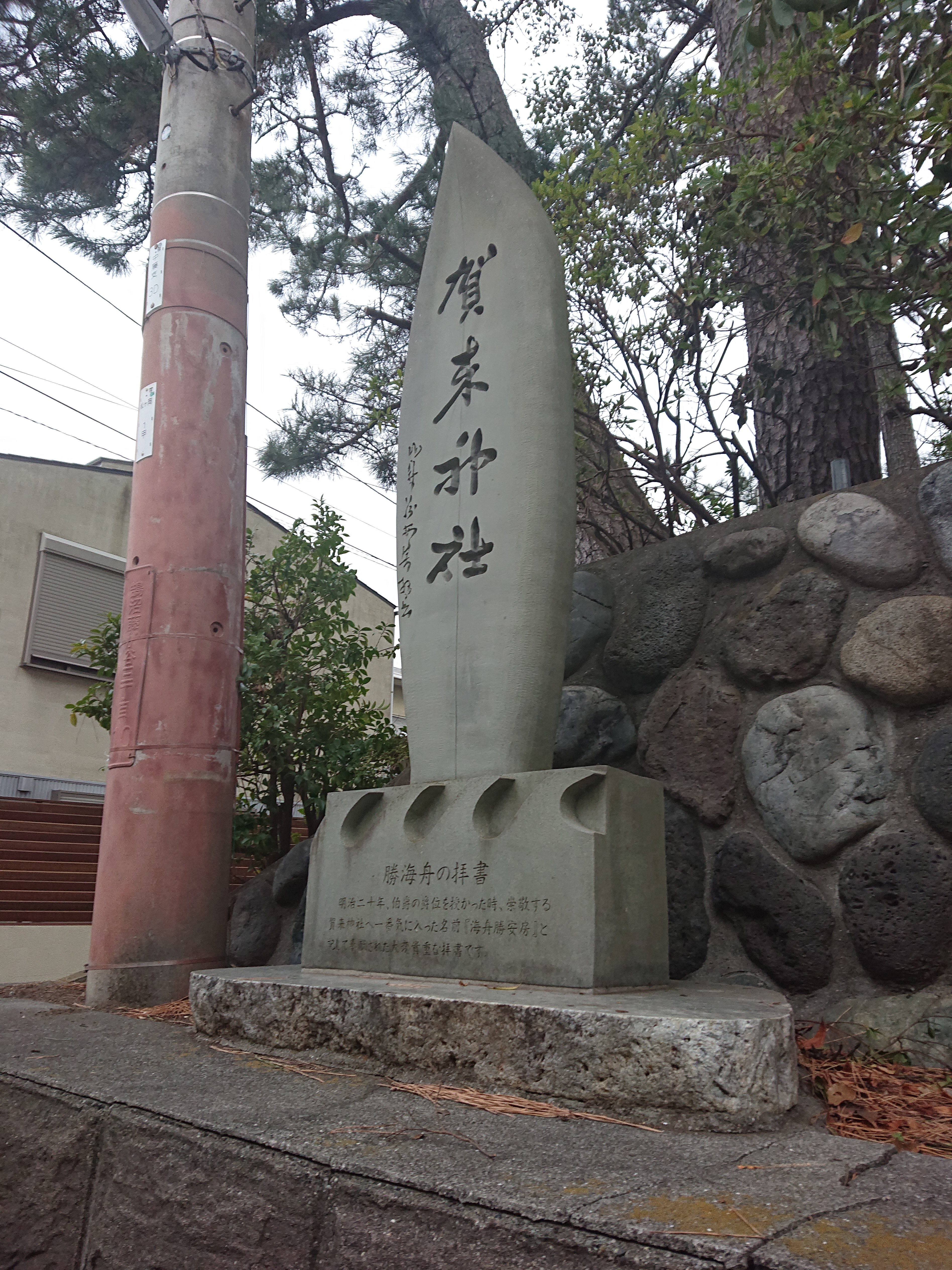
鵠沼賀来神社入口に置かれた、波とサーフボードを模した石で作られた銘。字は勝海舟の拝書とされている。

神奈川県藤沢市に「鵠沼賀来神社」があるが、これは江戸時代に府内藩主の大給松平家が賀来神社を江戸屋敷に分霊した「江戸屋敷善王宮（賀来神社）」を鵠沼駅前の一等地に鵠沼海岸別荘地の鎮守として祀るこために大給松平家に勧進し、1905年(明治38年)、鵠沼に郷社として遷座したことに由来する。なお、戦後に宗教法人化されている。
入口の銘板は波とサーフボードを模した形であり、銘は勝海舟から拝書している。

### 祭神
- 武内宿禰命
- 建磐龍命
- 大国主命
- 塩土老翁
- 稲荷神社など

### アクセス
江ノ島電鉄 鵠沼駅より徒歩すぐ。